# Chaetostricha spinosus
Chaetostricha spinosus är en stekelart som först beskrevs av Alexandre Arsène Girault 1931.  Chaetostricha spinosus ingår i släktet Chaetostricha och familjen hårstrimsteklar. Inga underarter finns listade i Catalogue of Life.